# Prism (band)
Prism (vaak gestileerd als PRiSM) is een Canadese rockband, opgericht in Vancouver in 1977. Ze waren oorspronkelijk actief van 1977 tot 1984 en zijn weer actief geweest van 1987 tot heden. Hun klassieke bezetting bestond uit zanger Ron Tabak, gitarist Lindsay Mitchell, toetsenist John Hall, basgitarist Allen Harlow en drummer Rocket Norton. Het geluid van de band is een mix van albumgeoriënteerde rock (AOR) en poprock en ze hebben in totaal dertien studioalbums, drie compilatiealbums en één livealbum uitgebracht.
Het succes van Prism was vooral in Canada, waar ze in 1981 de Canadese Juno Award voor «Group of the Year» wonnen, hoewel ze ook de Amerikaanse top 40 hitlijsten bereikten met Don't Let Him Know uit 1981. Prism is ook opmerkelijk voor het lanceren van de carrières van verschillende voormalige bandleden, waaronder de internationale platenproducent Bruce Fairbairn, songwriter Jim Vallance, Powder Blues Band-frontman Tom Lavin en Headpins en Chilliwack-muzikant Ab Bryant. Bryan Adams heeft ook als songwriter bijgedragen aan verschillende vroege Prism-publicaties.
Op zondag 6 maart 2011 werd Spaceship Superstar van Prism gekozen als wake-up song voor de bemanningsleden van Space Shuttle Discovery. Dit was een belangrijk punt in de geschiedenis, omdat het de laatste dag was dat de bemanningen van Discovery en het International Space Station samen waren, voordat Discovery terugkeerde naar de aarde in de laatste missie van Discovery.

## Bezetting
Leden
- Al Harlow (zang, gitaar, basgitaar)
- Gary Grace (drums, percussie, achtergrondzang)
- Marc Gladstone (keyboards, achtergrondzang)
- Tad Goddard (basgitaar, achtergrondzang)

Voormalige leden
- Jim Vallance (drums)
- Ron Tabak (zang)
- John Hall (keyboards)
- Lindsay Mitchell (leadgitaar)
- Tom Lavin (ritmegitaar)
- Ab Bryant (basgitaar)
- Rocket Norton (drums)

- Henry Small (zang)
- Paul Warren (gitaar)
- John Trivers (basgitaar)
- Robyn Robbins (keyboards)
- Doug Maddick (drums)
- Darcy Deutsch (zang)
- Andy Lorimer (toetsen)

- Steve-O (keyboards, gitaar, achtergrondzang)
- Timothy B. Hewitt (basgitaar, gitaar, keyboards, achtergrondzang)
- Steve Soucy (keyboards)
- Frank Baker (drums)
- Darryl Mayes (drums)
- John Counsel (keyboards)

## Geschiedenis
Prism was het geesteskind van muzikant-producent Bruce Fairbairn en bestond uit leden van de twee lokale bands Sunshyne en Seeds of Time uit Vancouver. Fairbairn was begin jaren 1970 oorspronkelijk trompettist bij de jazzrockband Sunshyne. Rond 1974 schakelde de band over op bluesrock door gitarist Lindsay Mitchell van Seeds of Time te rekruteren als frontman. The Seeds of Time was een blues-georiënteerde band, die onlangs was gestopt na een matig succesvolle opnamecarrière, waarin ze 2 nummers in de Canadese Top 100 (RPM Magazine) plaatsten: My Home Town bereikte #76 en Crying the Blues bereikte #90, beide in 1971.
Fairbairn opereerde nog steeds onder de naam Sunshyne en besloot toen een platencontract voor de band na te streven. Na een jaar proberen was hij niet succesvol en halverwege 1975 benaderde hij voormalig Sunshyne-lid Jim Vallance voor hulp bij het herbewerken van de demo's. Er zijn enkele wijzigingen aangebracht. Ten eerste hielp Vallance met nieuwe arrangementen op twee van Mitchells songs en begon hij er zelf ook een paar bij te dragen op verzoek van Fairbairn. Ron Tabak werd aangeworven om Mitchell te vervangen op zang, terwijl Mitchell bleef als gitarist en alternatieve songwriter. Een set van vijf demosongs, twee van Mitchell en drie van Vallance, werden vervolgens opgenomen en naar platenlabels in heel Canada gestuurd. Een leidinggevende bij GRT hield van een van Vallance's songs Open Soul Surgery en bood Fairbairns project in 1976 een platencontract aan.
Het jaar daarop produceerde Fairbairn het debuutalbum van de band. Destijds was er geen vaste bandbezetting voor de opname en Fairbairn had verschillende muzikanten in dienst uit het lokale muziekcircuit in Vancouver. Tabak, Mitchell en Vallance waren relatieve constanten tijdens de sessies: anderen die deelnamen aan de opnamesessies waren Steve Pugsley, Richard Christie, Peter Bjerring, Dave Calder, Tom en Jack Lavin, David Sinclair, Dave Pickell, John Hall en Graeme Coleman. Uiteindelijk ging de bezetting officieel samen in Ron Tabak (zang), John Hall (keyboards), Lindsay Mitchell (lead gitaar), Tom Lavin (ritmegitaar), Ab Bryant (bas) en Jim Vallance (drums). De band stond op dit moment nog bekend als Sunshyne en Bryant had niet echt op een van de opnamesessies gespeeld, kort nadat ze waren voltooid.
Tegen de tijd dat het album klaar was, waren 7 van de 9 nummers geschreven door Vallance, één door Mitchell en één door Lavin. Aangezien het album op het punt stond in productie te gaan, werden er enkele wijzigingen aangebracht in de aftiteling. Het management van het label hield niet van de naam Sunshyne, dus brachten ze de pre-lp-teaser-single I Ain't Lookin 'Anymore met Don't Let Me Find Out als B-kant onder de bandnaam Stanley Screamer. Die naam was niet populair bij de band, dus na het uitproberen van verschillende andere namen bij lokale optredens (waaronder Under Construction), kozen de leden voor Prism als de nieuwe naam van de band. Vallance besloot ook om het pseudoniem Rodney Higgs te gebruiken voor zijn werk als drummer en songwriter van de band. Als de belangrijkste songwriter van Prism was Vallance bang dat hij nooit een nieuw platencontract zou krijgen als het album zou mislukken en zijn echte naam ermee in verband zou worden gebracht. Door het pseudoniem te gebruiken, kon Vallance dat probleem omzeilen. Ten slotte kregen Fairbairn (hoorns) en Tom Keenlyside (saxofoon) de eer als sessiemuzikanten, waarbij Fairbairn optrad als roadmanager op tourneedata in de Verenigde Staten en Canada. De anderen die speelden, werden niet als muzikanten op het voltooide album vermeld, maar werden in de aftiteling vermeld in een sectie met de titel 'speciale dank'.
Het titelloze Prism-album werd in mei 1977 uitgebracht bij GRT (Ariola Records in de Verenigde Staten). Hoewel Ab Bryant op de achteromslag verschijnt, was hij eigenlijk pas dagen voordat de foto werd genomen, aangenomen. Binnen een paar maanden na het debuut van het album verliet Bryant de band en trad later toe tot Chilliwack (en later nog steeds The Headpins). Lavin schakelde over op basgitaar tijdens de afwezigheid van Bryant en Sunshyne's trombonist Ralph Eppel voegde zich samen met adjunct-leden Bruce Fairbairn en Tom Keenlyside in de hoornsectie van Prism voor hun volgende tournee (met Vallance nog steeds drummend als Rodney Higgs). Nadat de eerste etappe van het toeren eind augustus 1977 was geëindigd, werden de hoorns gedropt en Vallance nam ontslag als drummer, maar bleef de hoofdschrijver. Vallance genoot niet van de levensstijl van toeren, maar schreef liever liedjes in zijn thuisstudio. Hij werd vervangen door alumnus Rocket Norton van Seeds of Time. Lavin vertrok ook om de Powder Blues Band te formeren, die de komende jaren met enkele singles en albums de Canadese hitlijsten zou gaan halen. Spaceship Superstar en Take Me to the Kaptin werden als singles uitgebracht en beide werden in Canada in de hitlijsten gebracht. Het debuutalbum bereikte de platina-status in verkoop (100.000+ verkochte eenheden) tegen het volgende jaar. Bruce Fairbairn ging verder met een succesvolle carrière als producent. Hij overleed aan een hartaanval op 17 mei 1999 in zijn huis in Vancouver op 49-jarige leeftijd.

### 1978–1981: vaste opstelling
Terwijl Prism zich aan het voorbereiden was om hun vervolgalbum op te nemen, gebeurden er enkele wijzigingen in de bezetting die de komende drie jaar vast zouden blijven. Ten eerste werd de voormalig Seeds of Time alumni Al Harlow binnengehaald als bassist om Tom Lavin te vervangen. Vervolgens stopte Vallance met de band als eerste songwriter. Bij het repeteren van songdemo's met de band raakten Mitchell en Vallance in heftige meningsverschillen over de stijl van songwriting. Toen duidelijk werd dat ze in een impasse zaten, koos Vallance ervoor om te gaan en liet de twee nummers N-N-N-No! en You're Like The Wind (beide toegeschreven aan Rodney Higgs als songwriter) achter voor de band. Maar zijn vertrek liet een gapend gat in songwriting achter voor de band om te vullen. Gelukkig leverde Al Harlow twee nummers en de nummers van de overige leden vulden het album in. See Forever Eyes werd opnieuw geproduceerd door Fairbairn en had een aantal niet-genoemde studiomuzikanten in dienst, die naast of in plaats van de vermelde bandleden speelden. Het album werd uitgebracht in het late voorjaar van 1978 met het titelnummer en de nummers van Harlow, Flyin' en Take Me Away uitgebracht als singles. See Forever Eyes bereikte de platina-status tegen het opvolgende jaar.
In de zomer van 1979 keerde de band terug naar de studio om hun derde en wat commercieel het meest succesvolle album zou worden, op te nemen. Mitchell was nu de belangrijkste songwriter en schreef/co-schreef 4 nummers voor het album. Hoewel het zijn grootste bijdrage tot nu toe was voor een enkel album, voldeed het niet aan wat nodig was. In een poging om te helpen, raakte Vallance weer betrokken en bracht zijn nieuwe songwritingpartner Bryan Adams mee om bij te dragen aan de songwriting-inspanning. Adams, die destijds een ongetekende artiest was, schreef/co-schreef 3 nummers. Vallance schreef ondertussen 1 nummer als Rodney Higgs, arrangeerde twee nummers onder zijn echte naam en speelde drums, bas en gitaren op verschillende nummers zonder vermelding. Hun derde album Armageddon werd in het najaar van 1979 uitgebracht met veel promotiehype. Virginia, Armageddon en Night to Remember werden als singles uitgebracht en in de Canadese hitlijsten gebracht. Het album bereikte het volgende jaar de dubbele platina-status (meer dan 200.000 verkochte exemplaren) en hielp de band met het binnenhalen van hun enige Juno-prijs voor de Canadese muziekindustrie in 1981 voor «Group of the Year». Mitchell ontving ook de SOCAN «Song of the Year»-prijs voor Night to Remember in 1980. Het titelnummer Armageddon zou een van de meest herkenbare nummers van de band worden. Ondanks het commerciële succes van het album, ging het platenlabel GRT onder curatele en tekende de band bij Capitol Records.
Het volgende album Young and Restless kwam uit in augustus 1980. Dit was het eerste Prism-album dat werd geschreven zonder vermelde bijdragen van Vallance/Higgs: alle nummers waren geschreven door Mitchell, Harlow of Norton. (Vallance beweert dat hij heeft meegewerkt aan de totstandkoming van het album als arrangeur en als niet-vermelde co-schrijver van één nummer, maar geeft toe dat zijn deelname aan Young and Restless minimaal was). Het album kwam voort uit Prism's hoogst geplaatste hit, ook wel Young and Restless genoemd, met een piek op #14 in de Canadese hitlijsten. Op dit punt nam Prism afscheid van hun oude producent en oprichter Bruce Fairbairn en nam een nieuw nummer op voor hun album All the Best From Prism met de grootste hits uit 1980, met de nieuwe producent John S. Carter, die professioneel eenvoudigweg bekend stond als 'Voerman'. Carter zou de producent van de band zijn voor al hun volgende publicaties tot en met 1983. Het nieuwe nummer Cover Girl werd geschreven door Mitchell en Bryan Adams en werd uitgebracht als single, maar plaatste zich niet in de hitlijst.

### 1981–1984: Henry Small-tijdperk
Na een show in het Danforth Theater in Toronto in december 1980, werd zanger Ron Tabak ontslagen door manager Bruce Allen, op aandringen van Capitol Records en de steun van de band. Verschillende aangehaalde redenen waren zijn drugs- en alcoholmisbruik, conflicten met andere bandleden, verschillende aanvaringen met de wet en/of gebrek aan songwritingcapaciteiten. Zanger Henry Small (ex-Scrubbaloe Caine en Small Wonder) werd binnengehaald nadat hij was aanbevolen door zijn vriend en voormalig bandlid Paul Dean (van Loverboy).Toetsenist John Hall verliet ook de band en de nieuwe viermansbezetting (Small/Mitchell/Harlow/Norton) nam het album Small Change op in de zomer van 1981, dat in de late herfst werd uitgebracht. Keyboards op het album werden verzorgd door Jimmy Phillips (die eerder in 1979 met The Guess Who speelde onder zijn echte naam Jimmy Grabowski), gitarist Randy Hansen en mondharmonicaspeler Norton Buffalo behoorden tot degenen die ook hebben bijgedragen aan de sessies voor Small Change. Het hoofdnummer Don't Let Him Know, geschreven door Jim Vallance (met zijn echte naam) en Bryan Adams, werd Prism's eerste top 40-hit (#39 begin 1982) in de Verenigde Staten en een #1 single op Billboards nieuwe Rock Tracks hitlijst. De vervolgsingle Turn on Your Radar kwam ook in de hitlijst op #64 en werd hun vijfde en laatste Amerikaanse charter.
In 1981 werden Small, Mitchell, Harlow en Norton op tournee vergezeld door de toetsenisten Jamie Bowers en David Stone (ex-Rainbow). Maar tijdens een andere kerstshow in het Danforth Theater in december 1981 speelde de band met Canadese collega-rockers Klaatu. Toen Klaatu een beter onthaal kreeg en het merendeel van het publiek vertrok voordat Prism hun optreden had beëindigd, realiseerde de band zich dat hun nieuwe bezetting niet werd omarmd door fans en Mitchell, Harlow, Norton, Bowers en Stone besloten Prism vroegtijdig te verlaten in 1982. Met Mitchells vertrek had Prism nu geen oorspronkelijke leden meer. In 1982 werd vanwege schulden het eigendom van de naam van de band tijdelijk in handen gegeven van Allen, die besloot voort te bouwen op het succes van Don't Let Him Know, door de band op weg te helpen met een bezetting van Small, gitarist Paul Warren (ex-Rare Earth), bassist John Trivers, toetsenist Robyn Robbins (van Bob Seger's Silver Bullet Band) en Doug Madick (voorheen van Starz en Hellcats) op drums.
Hoewel de band eind 1982 in wezen uit elkaar was gegaan, besloot Small om door te gaan met opnemen als soloartiest maar met de naam Prism en een groep sessiemuzikanten samen te stellen, waaronder Alan Pasqua, Richie Zito, Mike Baird en achtergrondzangers Timothy B. Schmit (The Eagles), Bobby Kimball (Toto) en Bill Champlin (Chicago) om hem bij te staan. Samen bracht deze ad hoc bezetting in juli 1983 het album Beat Street uit onder de naam Prism. Het album was geen commercieel succes en leverde geen enkele hit op. In een interview uit 2006 legde Small uit waarom: Bruce Allen had destijds ruzie met de president van EMI over Tom Cochrane en plotseling werd het Beat Street-album, dat op dat moment over de hele oostkust van de Verenigde Staten in de hitlijsten was gebracht, in feite getrokken door Capitol Records. Ik had een geweldige tourneeband samengesteld, maar Bruce belde en zei dat de tournee niet doorging en kort daarna werd Prism van het label geschrapt. Dat was hartverscheurend maar niet ongebruikelijk in het vak. Small, inmiddels het enige lid van de band, stopte begin 1984 met het gebruik van de naam Prism en de band werd opgeheven.

### Het overlijden van Ron Tabak
Verschillende voormalige leden van Prism bevonden zich eind 1984 in de voorbereidende discussiefasen van een Prism-reünie. Al Harlow en Ron Tabak hadden plannen gemaakt om Kerstmis 1984 samen bij Harlow door te brengen. Tabak besloot op kerstavond naar het huis van Harlow te fietsen om wat beweging te krijgen. Dit bleek een slecht oordeel, aangezien de wegen met sneeuw bedekt waren en hij 's nachts reed zonder koplamp en helm. Er wordt aangenomen dat Tabak onderweg werd geraakt door een passerend voertuig, waarbij hij viel en zijn hoofd op de stoep sloeg. Hij werd per ambulance naar het ziekenhuis gebracht waar Tabak abrupt gewelddadig werd, wat ertoe leidde dat twee politieagenten in het ziekenhuis hem arresteerden, omdat ze dachten dat hij onder invloed was van alcohol. Hij werd later bewusteloos aangetroffen in zijn cel en werd met spoed terug naar het ziekenhuis gebracht. Een tweede onderzoek openbaarde dat er zich een bloedstolsel had ontwikkeld aan de rechterkant van zijn hersenen. Tabak stierf aan een aneurysma op eerste kerstdag 1984, voordat een lopende neurochirurgische operatie kon worden uitgevoerd. Eerder besproken plannen voor een Prism-reünie werden afgeblazen, uit respect voor Tabak.

### Reünie en Jericho
In 1987 werd Prism opnieuw geformeerd met een herziene bezetting en twee nieuwe Prism-nummers werden opgenomen voor het album Over 60 Minutes with...Prism met de grootste hits, uitgebracht in 1988. Een van de nieuwe nummers Good To Be Back werd gecomponeerd door Al Harlow, Bryan Adams en Jim Vallance, geproduceerd door Vallance en in een knipoog naar oude fans, werd hij gemixt door Rodney Higgs. Het lied werd uitgevoerd door nieuwe zanger Darcy Deutsch (zang), Al Harlow (gitaar en bas), Jim Vallance (drums en keyboards) en Lindsay Mitchell (gitaarsolo). Paul Janz en Marc Le France zorgden voor achtergrondzang. Vervolgens rekruteerden Harlow, Mitchell en Deutsch oud-lid Rocket Norton op drums en nieuwe toetsenist Andy Lorimer. Deze bezetting toerde live in 1988. Deutsch en Lorimer hadden eerder Prism-nummers uitgevoerd in hun voormalige band Simon Kaos, waar ze waren opgemerkt door Prism-gitarist Mitchell. Vijf jaar later bracht dezelfde bezetting het eerste nieuwe Prism-album Jericho (1993) in 10 jaar uit. Gastmuzikanten op het album waren Bryan Adams, Paul Janz en Mark LaFrance, met Rick Springfield en Randy Bachman (Bachman-Turner Overdrive) die bijdroegen aan de songwriting.

### Huidige bezetting en Big Black Sky
Norton verliet de band in 1994 om te werken in televisie- en toneelproductie en werd vervangen door drummer John Cody (die op het Jericho-album had gespeeld). Maar na een korte terugkeer in 1997 door Norton, nam Darrell Mayes (van de Colin James Band) de drumstoel over, voordat hij hem eind jaren 1990 overdroeg aan Frank Baker. Baker bleef tot 2003, toen Mayes kort terugkeerde, maar hij werd vrijwel onmiddellijk vervangen door Gary Grace. Toetsenist Richard Sera (voorheen met mede-Canadese rockers Trooper) viel in voor Andy Lorimer van 1991 tot 1992 voordat Lorimer terugkeerde. Maar nadat Lorimer Prism in 1996 voorgoed verliet, nam John Counsel en vervolgens Steve Soucy de toetsenbordstoel over van medio jaren negentig tot 2003, toen Alfie Galpin het overnam voor een jaar, gevolgd door Johnny Ferreira (een andere Colin James-speler) in 2004. Nadat zanger Darcy Deutsch Prism in 2003 verliet, nam Harlow de positie van leadzanger en ook leadgitaar op zich toen Lindsay Mitchell begin 2005 vertrok. Mitchells vertrek verliet Prism opnieuw zonder originele leden.
De band bleef toeren in 2005 met een nieuwe bezetting van Harlow, drummer Gary Grace (die in 2003 was toegetreden), Steve-O (keyboards, gitaren, achtergrondzang) en bassist Michael Kaye (die al snel werd vervangen door Tad Goddard). In 2006 vertrok Goddard en Timothy B. Hewitt (bas, gitaren, keyboards, achtergrondzang) kwam voor twee jaar binnen. In 2008 bestond Prism uit Harlow, Gary Grace, Steve-O en Timothy B. Hewitt (bas, gitaren, keyboards). Deze bezetting bracht in juli 2008 het nieuwe studioalbum Big Black Sky uit. Het bevatte voornamelijk composities van Harlow, met één nummer geschreven door bondgenoot Jim Vallance. Eind 2008 vertrok Hewitt en keerde Tad Goddard terug. Sinds 2010 bestaat de bezetting van Prism uit Allen Harlow (zang, gitaar, bas), Gary Grace (drums, percussie, achtergrondzang), Marc Gladstone (keyboards, achtergrondzang) en Tad Goddard (bas, achtergrondzang).
Op 19 augustus 2016 vloog de band naar een show in Ottawa, toen drummer Gary Grace steeds meer last kreeg van pijn op de borst en in de benen. Na de show van die avond werd hij onmiddellijk in het ziekenhuis opgenomen met een enorm bloedstolsel. Prism speelde de volgende nacht in Halifax op het grote openlucht Weir Rockin-festival met drummer A.J. Chabidon van Harlequin, een van de andere bands op de affiche van het festival. Hierna nam voormalig Prism-drummer Frank Baker (momenteel met mede-Canadese rockers Sweeney Todd) de honneurs waar tijdens de Deerfoot Calgary-show van de band op 27 augustus. Een maand en vijf dagen na het incident in Ottawa keerde Grace terug naar het concertpodium in Edmonton's Century Casino Showroom spelen voor een uitverkocht publiek.

### Reünie concert 2015
Op 22 mei 2015 vond in Lynn Valley, North Vancouver, een Local Legends of Rock-concert plaats met Ab Bryant, John Hall, Al Harlow en Rocket Norton. Tijdens het concert zei Al Harlow: Hier is een disclaimer. Dit is niet de reünie van een enkele band, maar het kan de reünie zijn van 3 of 4 bands. Een recensie van het concert noemde het Prism/Jet/Seeds of Time Reunion Concert, waarbij Sunshyne een voor de hand liggende kandidaat is voor de vierde band waarnaar Al verwijst. Het concert omvatte de Prism-nummers Young and Restless, Nickels and Dimes, Take Me to the Kaptin, You're Like the Wind en Spaceship Superstar.

### Tegenwoordig
Op 4 mei 2018 nam Prism deel aan een 'White Hat Ceremony' tijdens een concert in Calgary, waardoor ze officiële Citizens of Calgary werden.

### Erfenis
Hoewel Prism als band slechts matig succes heeft gehad, staat hun erfenis bekend om enkele van haar voormalige leden die succes hebben geboekt in de muziekindustrie. Prism hielp bij het lanceren van de carrières van Bruce Fairbairn als internationale producent en Jim Vallance als songwriter in de muziekindustrie. Fairbairn zou succesvolle albums produceren voor internationale artiesten als Loverboy, Bon Jovi, Aerosmith, AC/DC, Kiss en Yes. Vallance zou samenwerken met Bryan Adams om Adams-Vallance te worden, een van de meest succesvolle songwriter teams in de muziekgeschiedenis. Vallance zette dat succes vervolgens voort als "songdoctor" in de muziekindustrie voor vele bekende internationale artiesten.

## Discografie

### Singles
- 1976: I Ain’t Lookin' Anymore
- 1977: Spaceship Superstar
- 1977: Open Soul Surgery
- 1977: It's Over
- 1977: Take Me to the Kaptin
- 1978: Take Me Away
- 1978: Flyin'
- 1978: See Forever Eyes
- 1978: You're Like the Wind
- 1979: Armageddon
- 1979: Virginia
- 1980: Mirror Man
- 1980: You Walked Away Again
- 1980: Night to Remember
- 1980: Young and Restless
- 1980: American Music
- 1980: Cover Girl
- 1981: Don't Let Him Know
- 1981: Turn on Your Radar
- 1981: Rain
- 1983: I Don't Want to Want You Anymore
- 1988: Good to Be Back

### Studioalbums
- 1977: Prism
- 1978: See Forever Eyes
- 1979: Armageddon
- 1980: Young and Restless
- 1981: Small Change
- 1983: Beat Street
- 1993: Jericho
- 2008: Big Black Sky

### Livealbums
- 1978: Live Tonite
- 2011: Alive in America
- 2015: Legends Live in Concert Vol. 22

### Compilatiealbums
- 1980: All the Best from Prism
- 1988: Over 60 Minutes with...Prism
- 1996: Best of Prism
- 1997: From the Vaults

### Ep's
- 1977: The Prism Sampler
- 1979: Prism Sampler
- 1981: Live